# Янг Чжэньнин
Янг (Ян) Чжэньни́н  (англ. Chen-Ning Franklin Yang, кит. трад. 楊振寧, упр. 杨振宁, пиньинь Yáng Zhènníng; род. 1 октября 1922, Хэфэй, провинция Аньхой, Китай) — китайско-американский физик-теоретик, известный своими работами по статистической механике, квантовой теории поля и разработкой неабелевых калибровочных теорий (теория Янга — Миллса). Совместно с Ли Чжэндао предсказал несохранение пространственной чётности в слабых взаимодействиях (Нобелевская премия по физике, 1957).
Академик Китайской академии наук (2017; иностранный член с 1994), иностранный член Национальной академии наук США (2015; член с 1965), Лондонского королевского общества (1992), Российской академии наук (1994), член Папской академии наук (1997).

## Биография
Родился в 1922 году в Хэфэе провинции Аньхой. В 1929 году семья переехала в Пекин, где его отец профессор математики Ян Кэчуан преподавал в Университете Цинхуа.
Когда Япония вторглась в Китай, Университет Цинхуа перебрался в город Куньмин, где был присоединён к Национальному юго-западному объединённому университету. Янг поступил в новый университет, где вместе с Ли Чжэндао учился у известного астрофизика профессора Субраманьянa Чандрасекара, который специально приезжал каждую неделю на лекции из Чикаго. В 1942 году Янг получил степень бакалавра по физике, написав работу по теории групп и молекулярным спектрам, а в 1944 году степень магистра, представив диссертацию, посвященную статистической теории переходов от упорядоченности к неупорядоченному состоянию. В 1945 году на стипендию Национального юго-западного объединённого университета он поступил в Чикагский университет для работы под руководством Энрико Ферми. Его докторская диссертация, представленная в 1948 году, научным руководителем которой был Эдвард Теллер, была озаглавлена «Об угловом распределении в ядерных реакциях и измерениях совпадений» (англ. «On the Angular Distribution in Nuclear Reaction and Coincidence Measurements»). В 1949 Янг и Ферми предложили первую составную модель сильно взаимодействующей элементарной частицы, предположив, что пи-мезоны представляют собой связанное состояние нуклона и антинуклона.
Проработав ещё один год преподавателем по физике в Чикаго, перешёл в Институт фундаментальных исследований в Принстоне (штат Нью-Джерси) под руководство директора института Роберта Оппенгеймера. Осенью 1953 года Янг был главным физиком Брукхейвенской национальной лаборатории в Лонг-Айленде (штат Нью-Йорк). Стал профессором физики в Институте фундаментальных исследований в 1955 году и оставался на этом посту ещё 11 лет, пока не перешёл в Университет штата Нью-Йорк в Стоуни-Брук, Лонг-Айленд, на ставку профессора и директора Института теоретической физики.
В 1983 году стал одним из 42 членов-основателей Академии наук стран третьего мира, ныне Всемирной академии наук (TWAS).
В 1999 г. возвратился в Китай в тот же университет Цинхуа, который когда-то оканчивал.
В 2015 году отказался от гражданства США, которое получил при натурализации в 1964 году.

## Научное творчество
Наиболее известное достижение Янга, за которое он вместе с Ли Чжэндао был удостоен Нобелевской премии по физике в 1957 году, — теоретическое предсказание нарушения закона сохранения пространственной чётности (зеркальной симметрии пространства) в слабых взаимодействиях. Этот закон, впервые сформулированный Вольфгангом Паули, утверждал, что зеркально отражённая физическая система ведёт себя в точности так же, как и исходная система. Однако в 1956 году Янг и Ли показали возможность несохранения чётности именно в слабых взаимодействиях. Их гипотеза была экспериментально подтверждена в начале 1957 года группой Ву Цзяньсюн. 
В 1950 году Янг доказал теорему о невозможности распада массивных векторных частиц на два реальных фотона, известную как теорема Ландау — Янга.
Важнейший вклад Янга в физику элементарных частиц связан с развитием теории неабелевых калибровочных полей. В 1954 году в совместной работе с Робертом Миллсом Янг предложил модель неабелевой калибровочной инвариантности, ныне известную как теория Янга — Миллса. Эта теория легла в основу современных представлений о Стандартной Модели элементарных частиц и фундаментальных взаимодействий.
В области квантовой статистической физики значимыми являются совместные работы Янга и Ли по изучению фазовых переходов. В 1952 году ими была доказана фундаментальная теорема о расположении нулей функции разбиения, известная как теорема Янга и Ли, играющая важную роль в теории фазовых переходов и критических явлений. В 1961 году Янг совместно с Ниной Байерс теоретически исследовал квантование магнитного потока в сверхпроводниках, сформулировав концепцию «недиагонального дальнего порядка» (ОДЛР).
Кроме того, в 1967 году Янг получил точное решение одномерной задачи многих тел с взаимодействием типа дельта-функции, которое привело к формулировке уравнения Янга — Бакстера, ставшего ключевым элементом в теории интегрируемых систем.

## Награды и научное признание
- Нобелевская премия по физике (1957)
- Ten Outstanding Young Americans[англ.] (1957)
- Гиббсовская лекция (1962)
- Премия Румфорда (1980)
- Национальная научная медаль США (1986)
- Медаль Оскара Клейна (1988)
- Медаль Бенджамина Франклина (Американское философское общество)[нем.] (1993)
- Премия Бауэра (1994)
- Медаль Альберта Эйнштейна (1995)
- Премия имени Н. Н. Боголюбова (1996)
- Премия Онсагера (1999)
- Международная премия короля Фейсала (2001)